# Карун
Карун (пер. كارون‎) је највећа и једина пловна река у југозападном делу Ирана. Она извире у планинама области Бахтијари и тече кроз провинцију Хузестан, односно град Ахваз. Након тога, наставља да тече према Персијском заливу и дели се у две главне гране: Бахманшир и Хафар које се потом уливају у Персијски залив. Између два крака реке Карун смештено је острво Абадан и истоимени град, док је лука Корамшар одвојена од овог града каналом Хафар који се улива у Шат ел-Араб. Укупна дужина реке износи око 950 км.
Канал Хафар је прокопан 986. године и том приликом је дошло до пограничних спорова између Ирана и Османског царства. Расправе су разрешене споразумом из 1847. године кад је Иран добио право на коришћење овог пловног пута.
Према неким веровањима река Карун се односи на реку Гихон, која се спомиње у библијским списима у Књизи постања. Тамо се каже да из Рајског врта извиру четири реке: Гихон, Пишон, Тигар и Еуфрат.